# Tintin in America
Tintin in America (Tintin en Amérique) è il terzo albo della serie a fumetti Le avventure di Tintin creata dal fumettista belga Hergé. Questo è l'unico episodio delle avventure di Tintin in cui appare un personaggio storico reale con il proprio nome, Al Capone, nonostante nella realtà in cui la storia fu realizzata fosse già definitivamente incarcerato; in tutti gli altri episodi compaiono personaggi solamente in parte ispirati a persone realmente esistenti. Nell'aprile 2008 l'acquerello originale della copertina dell'album fu venduto all'asta per 177.000 euro.

## Storia editoriale
La storia venne pubblicata settimanalmente sul periodico Le Petit Vingtième dal 1931 al 1932 e raccolto in albo la prima volta nel 1932. Successivamente, nel 1946, venne completamente ridisegnata per renderla stilisticamente omogenea con le nuove storie che venivano pubblicate in albi a colori di 48 pagine con una gabbia a dodici vignette invece che a sei come venivano prima disegnate da Hergé. Come nelle sue abitudini Hergé nel ridisegnare l'album cercò di migliorare l'efficacia narrativa attraverso la rielaborazione di alcune vignette e arrivò a invertire alcune vignette per facilitare la comprensione. Nel 1973 l'album fu pubblicato per la prima volta negli Stati Uniti con alcuni cambi di contenuti imposti dall'editore americano, furono eliminati alcuni personaggi secondari neri che vennero rimpiazzati da altri bianchi.

## Trama
La prima parte della storia si svolge a Chicago, dove il giovane reporter Tintin si scontra con dei gangster e in seguito la trama della storia gira attorno ad un villaggio indiano che aveva affascinato l'autore durante la sua infanzia.
La storia narra le avventure di Tintin negli Stati Uniti. Al suo arrivo il reporter viene rapito da alcuni gangster di Al Capone che lo considerano un giornalista pericoloso. Poco dopo riesce a scappare e liberarsi e dovrà scontrarsi con un'altra banda di criminali.
Nella seconda parte della storia Tintin si trova con una tribù di indiana, ed è qui che appaiono le scene più controverse dell'album: soldati americani che uccidono degli indiani per cacciarli dalle loro terre a causa della scoperta di un pozzo di petrolio. Molti editori fecero pressioni su Hergé perché cambiasse questa scena.